# ECHL 1991/92
Die Saison 1991/92 war die vierte reguläre Saison der East Coast Hockey League (ECHL). Die 15 Teams absolvierten in der regulären Saison je 64 Begegnungen. Das punktbeste Team der regulären Saison waren die Toledo Storm, während die Hampton Roads Admirals in den Play-offs ihren Vorjahreserfolg wiederholen konnten und ihren insgesamt zweiten Riley Cup gewannen.

## Teamänderungen
Folgende Änderungen wurden vor Beginn der Saison vorgenommen:
- Im Zuge einer Ligaerweiterung wurden die Columbus Chill aufgenommen.
- Im Zuge einer Ligaerweiterung wurden die Dayton Bombers aufgenommen.
- Im Zuge einer Ligaerweiterung wurden die Raleigh Icecaps aufgenommen.
- Im Zuge einer Ligaerweiterung wurden die Toledo Storm aufgenommen.

## Reguläre Saison

### Abschlusstabellen
Abkürzungen: GP = Spiele, W = Siege, L = Niederlagen, T = Unentschieden, OTL = Niederlage nach Overtime, GF = Erzielte Tore, GA = Gegentore, Pts = Punkte
| East Division              | GP | W  | L  | OTL | GF  | GA  | Pts |
| -------------------------- | -- | -- | -- | --- | --- | --- | --- |
| Greensboro Monarchs        | 64 | 43 | 17 | 4   | 297 | 252 | 90  |
| Hampton Roads Admirals     | 64 | 42 | 20 | 2   | 298 | 220 | 86  |
| Winston-Salem Thunderbirds | 64 | 36 | 24 | 4   | 270 | 245 | 76  |
| Richmond Renegades         | 64 | 30 | 27 | 7   | 263 | 263 | 67  |
| Raleigh Icecaps            | 64 | 25 | 33 | 6   | 228 | 284 | 56  |
| Roanoke Valley Rebels      | 64 | 21 | 36 | 7   | 236 | 313 | 49  |
| Knoxville Cherokees        | 64 | 20 | 36 | 8   | 265 | 355 | 48  |

| West Division       | GP | W  | L  | OTL | GF  | GA  | Pts |
| ------------------- | -- | -- | -- | --- | --- | --- | --- |
| Toledo Storm        | 64 | 46 | 15 | 3   | 367 | 240 | 95  |
| Cincinnati Cyclones | 64 | 36 | 20 | 8   | 329 | 284 | 80  |
| Johnstown Chiefs    | 64 | 36 | 23 | 5   | 294 | 248 | 77  |
| Erie Panthers       | 64 | 33 | 27 | 4   | 284 | 309 | 70  |
| Dayton Bombers      | 64 | 32 | 26 | 6   | 305 | 300 | 70  |
| Louisville Icehawks | 64 | 31 | 25 | 8   | 315 | 306 | 70  |
| Columbus Chill      | 64 | 25 | 30 | 9   | 298 | 341 | 59  |
| Nashville Knights   | 64 | 24 | 36 | 4   | 246 | 335 | 52  |

## Riley-Cup-Playoffs

### Play-off-Übersicht

#### Erste Runde
- (E1) Greensboro Monarchs – (E6) Roanoke Valley Rebels 4:3
- (E2) Hampton Roads Admirals – (E5) Raleigh Icecaps 3:1
- (E3) Winston-Salem Thunderbirds – (E4) Richmond Renegades 2:3
- (W1) Toledo Storm – (W6) Louisville Icehawks 1:4
- (W2) Cincinnati Cyclones – (W5) Dayton Bombers 3:0
- (W3) Johnstown Chiefs – (W4) Erie Panthers 3:1

#### Zweite Runde
- (E1) Freilos für die Greensboro Monarchs
- (E2) Hampton Roads Admirals – (E4) Richmond Renegades 2:0
- (W1) Freilos für die Greensboro Monarchs
- (W2) Cincinnati Cyclones – (W3) Johnstown Chiefs 2:0

#### Divisions-Finale
- (E2) Hampton Roads Admirals – (E1) Greensboro Monarchs 3:1
- (W2) Cincinnati Cyclones – (W6) Louisville Icehawks 1:3

#### Finale
- (E2) Hampton Roads Admirals – (W6) Louisville Icehawks 4:0

### Riley-Cup-Sieger
| Riley-Cup-Sieger Hampton Roads Admirals | Wade Bartley, Mark Bernard, Victor Gervais, Kurt Kabat, Paul Krepelka, Al MacIsaac, Steve Martell, Dennis McEwen, Harry Mews, Steve Mirabile, Dave Morissette, Billy Nolan, Randy Pearce, Steve Poapst, Shawn Snesar, Rod Taylor, Keith Whitmore Trainer: John Brophy |

## Vergebene Trophäen
| Auszeichnung                                                        | Spieler                | Team                       |
| ------------------------------------------------------------------- | ---------------------- | -------------------------- |
| ECHL Coach of the Year Bester Trainer                               | Doug Sauter            | Winston-Salem Thunderbirds |
| ECHL Most Valuable Player Bester Spieler der regulären Saison       | Phil Berger            | Greensboro Monarchs        |
| Riley Cup Playoffs Most Valuable Player Bester Spieler der Playoffs | Mark Bernard           | Hampton Roads Admirals     |
| ECHL Rookie of the Year Bester Rookie der regulären Saison          | Darren Colbourne       | Dayton Bombers             |
| ECHL Defenseman of the Year Bester Verteidiger der regulären Saison | Scott White            | Greensboro Monarchs        |
| ECHL Leading Scorer Bester Scorer der regulären Saison              | Phil Berger            | Greensboro Monarchs        |
| Riley Cup Gewinner der ECHL-Playoffs                                | Hampton Roads Admirals | Hampton Roads Admirals     |
| Henry Brabham Cup Bestes Team der regulären Saison                  | Toledo Storm           | Toledo Storm               |